# Bieriozowka (sielskoje posielenije Bieriozowka)
Bieriozowka (ros. Берёзовка) – wieś (sieło) w Rosji, w obwodzie samarskim, w rejonie jełchowskim. W 2021 liczyła 743 mieszkańców.